# Roscanvel
Roscanvel (bretonisch Roskañvel) ist eine französische Gemeinde mit einem kleinen Fischerhafen ganz im Westen der Bretagne im Département Finistère mit 825 Einwohnern (Stand 1. Januar 2022). 

## Geographie
Die Gemeinde liegt im Norden der Halbinsel Crozon direkt am Atlantik im Regionalen Naturpark Armorique (französisch Parc naturel régional d’Armorique). 
Brest liegt acht Kilometer nordwestlich am gegenüberliegenden Ufer der Bucht Rade de Brest, Quimper 48 Kilometer südöstlich und Paris etwa 515 Kilometer östlich (alle Angaben in Luftlinie). 
Bei Le Faou und Châteaulin befinden sich die nächsten Abfahrten an der Schnellstraße E 60 (Nantes-Brest) und u. a. in Châteaulin, Quimper und Brest gibt es die nächsten Bahnstationen. 
Bei Brest befindet sich ein Regionalflughafen.

## Bevölkerungsentwicklung
| Jahr                       | 1962 | 1968 | 1975 | 1982 | 1990 | 1999 | 2009 | 2017 |
| Einwohner                  | 629  | 613  | 574  | 697  | 740  | 787  | 919  | 839  |
| Quellen: Cassini und INSEE |      |      |      |      |      |      |      |      |

## Sehenswürdigkeiten

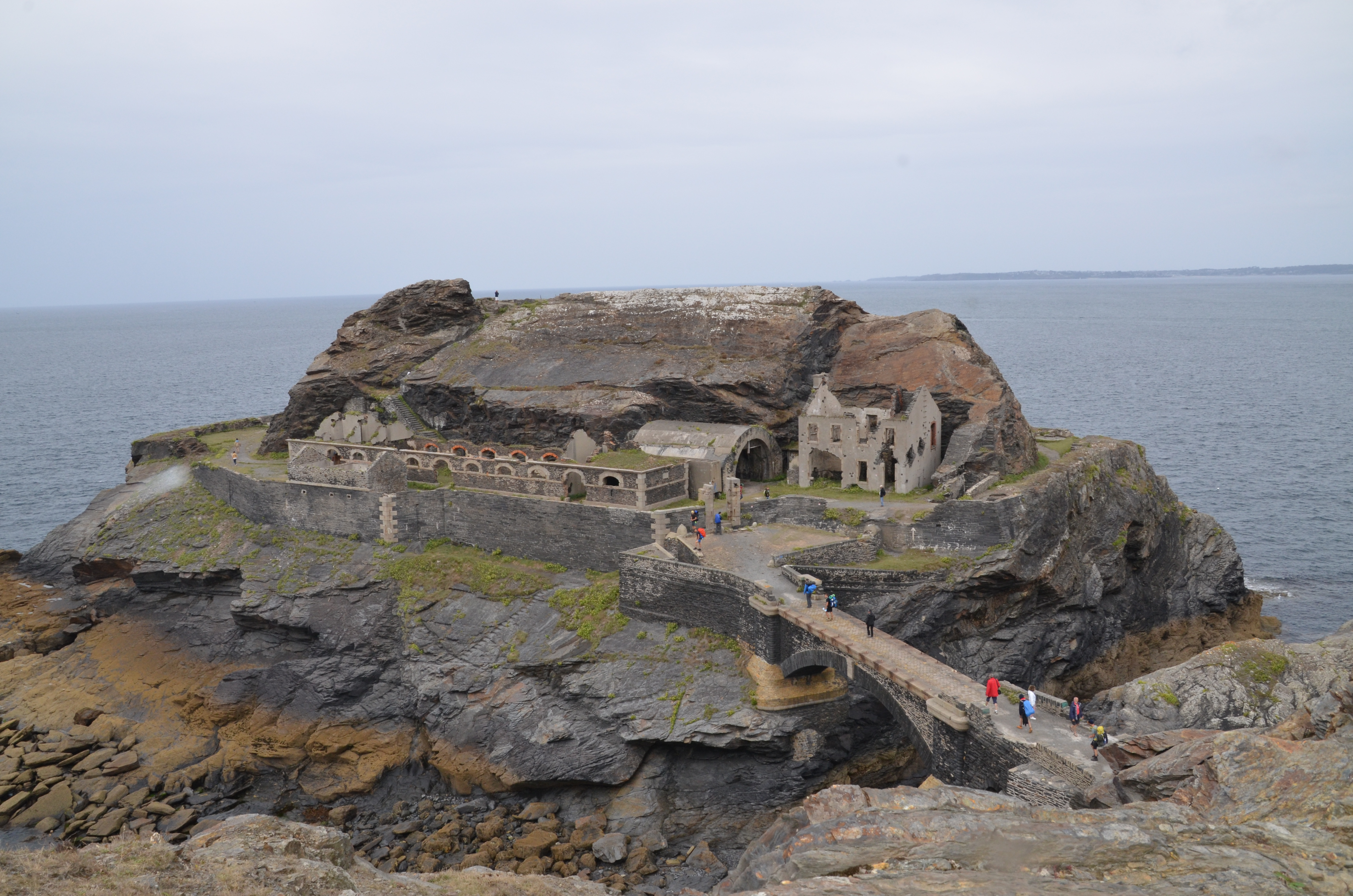
Fort des Capucins auf der Îlot des Capucins

- Kirche Saint-Éloi
- Fort des Capucins